# Oberkatz
Oberkatz är en ortsteil i staden Kaltennordheim i Landkreis Schmalkalden-Meiningen i förbundslandet Thüringen i Tyskland. Oberkatz var en kommun fram till 1 januari 2019 när den uppgick i Kaltennordheim. Kommunen Oberkatz hade 239 invånare 2018.